# Veres József (geológus)
Veres József (Szárhegy, 1931. február 26. – Budapest, 2008. szeptember 15.[forrás?]) erdélyi magyar geológus, geológiai szakíró, közíró.

## Életútja
Érettségizett a kolozsvári Ady-Șincai Fiúlíceumban (1950), Puskás Attila politikus osztálytársa; geológus mérnöki szakképesítést ösztöndíjasként a Szovjetunióban, a jekatyerinburgi Bányászati Főiskolán szerzett 1955-ben. Előbb a Câmpulung Muscel-i (1955), majd a sarmasági bányavállalatnál (1956–1957) dolgozott; 1958–1963 között a csíkszeredai IREM főmérnöke; ezt követően 1963-tól nyugdíjazásáig (1990) a kolozsvári Bányászati Kombinát vezetőmérnöke, építőtervezője, majd osztályvezetője.

## Szakírói és közírói munkássága
Szaktanulmányait bányakitermelési témákban a Revista Minelor közölte; tudománynépszerűsítő cikkei az ásvány-kőzettan, geológia, energiagazdálkodás, bányászat, légkörtan, csillagászat témaköréből hazai napilapokban (Igazság, Előre, Vörös Zászló) és folyóiratokban (A Hét, Munkásélet, Művelődés, Korunk, TETT) jelentek meg. Egyéb írásaiban ipari, gazdasági, munkavédelmi, környezetvédelmi, honismereti és társadalmi kérdésekkel, tudománytörténettel és űrkutatással foglalkozott. 1960-tól humoros karcolatokat is közölt a Munkásélet, Igazság, Új Élet hasábjain. Cikkeinek és tudományos munkáinak száma meghaladja az ötszázat. Nyugdíjas éveiben is aktív közéleti és közírói tevékenységet folytat, publicisztikával a Szabadság hasábjain jelentkezik.

## Kötetei
- Ásványgyűjtők könyve (Bukarest, 1981. Kriterion Kiskalauz)
- Az idő sodrásában. Tudományos-fantasztikus kisregény; Tinivár, Kolozsvár, 1996